# La Débauche (film, 1971)
La Débauche est un film érotique français, réalisé par Jean-François Davy, sorti en 1971.

## Synopsis
Pierre et Françoise sont mariés depuis 3 ans et vivent un amour parfait malgré des problèmes d’argent . Pierre tombe amoureux de la belle Sylvie Flamand qui lui propose de passer une semaine avec elle dans une maison en campagne . Pierre accepte et raconte à Françoise qu’il s’agit d’un déplacement professionnel . Pierre et Françoise rencontrent ensuite Michel le mari de Françoise , un libertin sans principe . D’ailleurs Michel et Sylvie se trompent mutuellement sans s’en cacher . Pierre et Sylvie font l’amour passionnément avant de se rendre compte qu’ils ne s’aiment pas . Françoise délaissée s’ennuie et apprend que Pierre n’a jamais été envoyé en province pour travailler . Michel qui a perdu l’amour de Sylvie quitte la villa et s’installe de force chez Françoise en disant qu’il est un ami . Pierre retourne voir Françoise mais quand il arrive elle est au lit avec Michel et une autre femme . Dégoutté Pierre part se saouler et traîne toute la nuit à Pigalle . Au petit matin il revoit Françoise au hasard d’une rue . Celle ci le rejoint sans hésiter , tout repart comme avant  . 

## Fiche technique
- Titre original français : La Débauche ou Les Amours buissonnières
- Réalisation : Jean-François Davy, assisté de Natalie Perrey
- Scénario : Jean-François Davy
- Montage : Cécile Decugis
- Musique : Pierre Raph
- Photographie : Philippe Théaudière
- Son : Pierre Lorrain - Jean-Claude Marchetti
- Pays de production :  France
- Producteur : Jean-François Davy
- Distribution : Les Films Jacques Leitienne
- Langues : français
- Format : couleur — son monophonique
- Genre : érotique
- Durée : 110 minutes (1 h 50)
- Dates de sortie : 
  - Suède 15 mars 1971
  - France 21 août 1971

## Distribution
- Philippe Gasté : Pierre Chauvet
- Karine Jeantet : Françoise Chauvet
- Denyse Roland : Sylvie Flamand
- Michel Lemoine : Michel Flamand
- Maëlle Perthuisot : Inna
- Roger Lumont : Le patron du studio-photo
- Paul Pavel : Le clochard
- Patrice Marc
- Alice Arno : Une fille chez Flamand
- Dominique Erlanger : La tapineuse
- Kuelan Herce : Le mannequin asiatique
- Natalie Perrey : La femme du poète
- Agnès Petit : Yvette